# Stamnodes instar
Stamnodes instar là một loài bướm đêm trong họ Geometridae.